# Función de onda de Coulomb

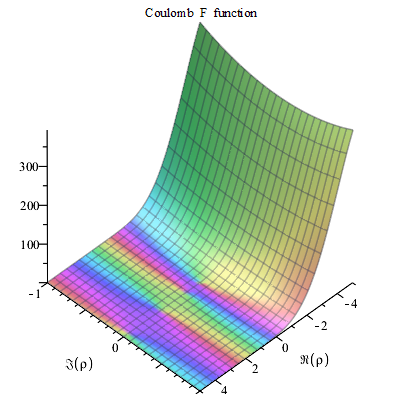
Función de onda Coulomb F

En matemática y física, una función de onda de Coulomb es una solución de la ecuación de onda de Coulomb, llamada así por Charles-Augustin de Coulomb . Se usan para describir el comportamiento de partículas cargadas en un potencial culombiano y se pueden escribir en términos de funciones hipergeométricas confluentes o funciones Whittaker de argumento imaginario.

## Ecuación de onda de Coulomb
La ecuación de onda de Coulomb para una sola partícula cargada de masa {\displaystyle m} es la ecuación de Schrödinger con potencial de Coulomb
{\displaystyle \left(-\hbar ^{2}{\frac {\nabla ^{2}}{2m}}+{\frac {Z\hbar c\alpha }{r}}\right)\psi _{\vec {k}}({\vec {r}})={\frac {\hbar ^{2}k^{2}}{2m}}\psi _{\vec {k}}({\vec {r}})\,,}
dónde {\displaystyle Z=Z_{1}Z_{2}} es el producto de las cargas de la partícula y de la fuente de campo (en unidades de la carga elemental, {\displaystyle Z=-1} para el átomo de hidrógeno), {\displaystyle \alpha } es la constante de estructura fina, y {\displaystyle \hbar ^{2}k^{2}/(2m)} Es la energía de la partícula. La solución, la función de onda de Coulomb, se puede encontrar resolviendo esta ecuación en coordenadas parabólicas